# Chiesa di Santa Margherita (Salerno)
La chiesa di Santa Margherita e San Nicola del Pumpulo si trova nella parte meridionale del comune di Salerno in località Pastena. Risale agli ultimi anni della Salerno longobarda.

## Storia
Il primo documento che accenna alla chiesa è del 1232, ma la chiesa esisteva da molti decenni prima come cappella di matrice aristocratica longobarda.
Intorno alla fine del Cinquecento la chiesa divenne parrocchia ed ebbe alcune migliorie strutturali. Aveva quattro altari laterali sormontati da quadri a pittura, oltre al principale.
Il 15 ottobre 1811 la chiesa col suo territorio fu annessa alla vicina "Chiesa di San Nicola del Pumpolo" ed assunse il titolo di "Chiesa di Santa Margherita e San Nicola del Pumpulo".
Nel 1943 venne quasi completamente distrutta dai bombardamenti alleati in occasione dello sbarco di Salerno, venendo riaperta al culto nel 1954.
Nel 1991 fu restaurato l'altare in marmo del Settecento, considerato un capolavoro del maestro Pasquale Sebastiano in stile rococò.